# Omer (Israël)

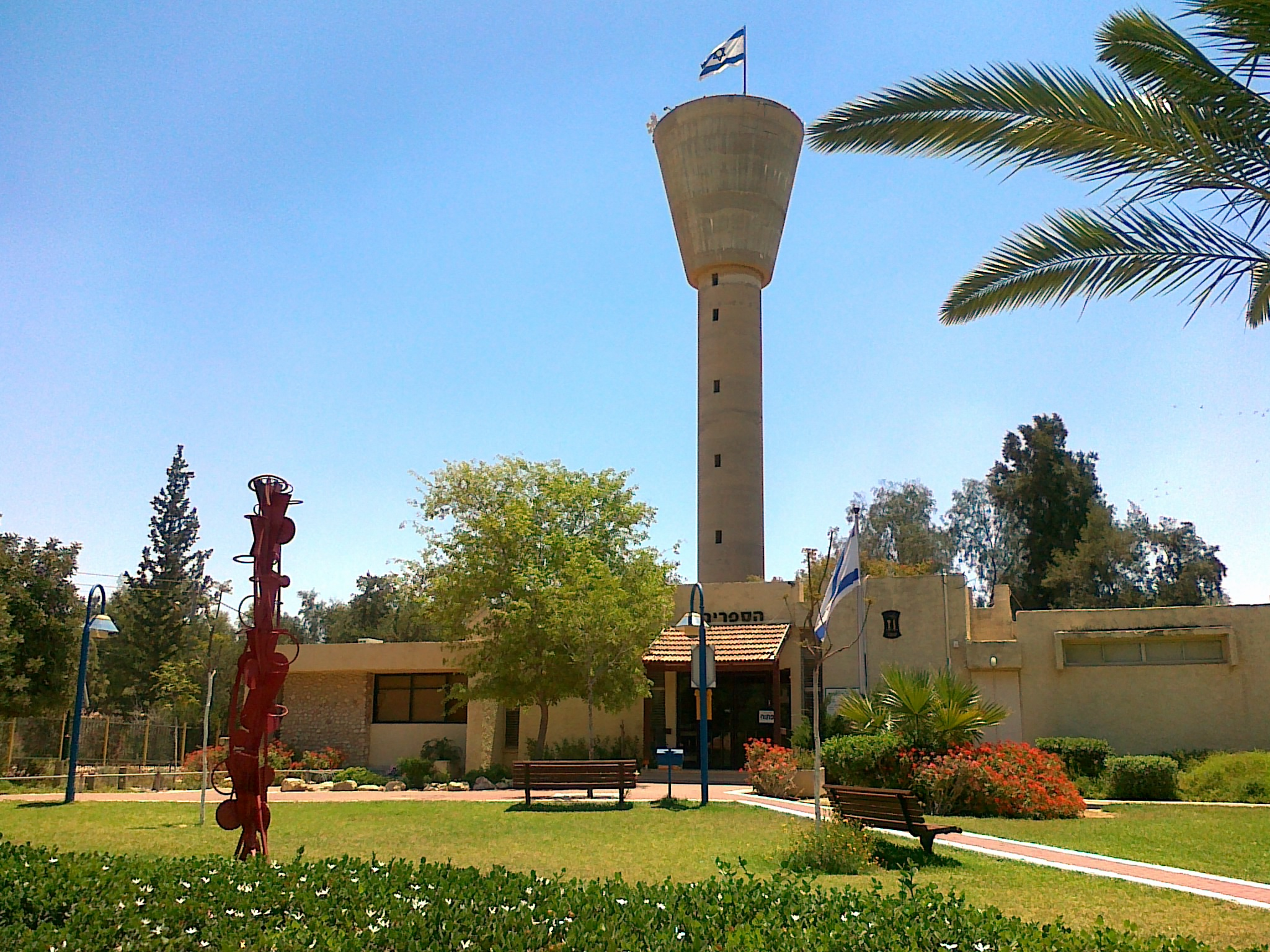
Omer, en 2012.

Omer (en hébreu : עֹמֶר) est une ville très prospère du District sud d'Israël, proche de Beer-Sheva. Elle est située sur la Route 60. Sa population en 2010 était de 6 593 habitants en 2010 et de 7 080 en 2011.

## Histoire

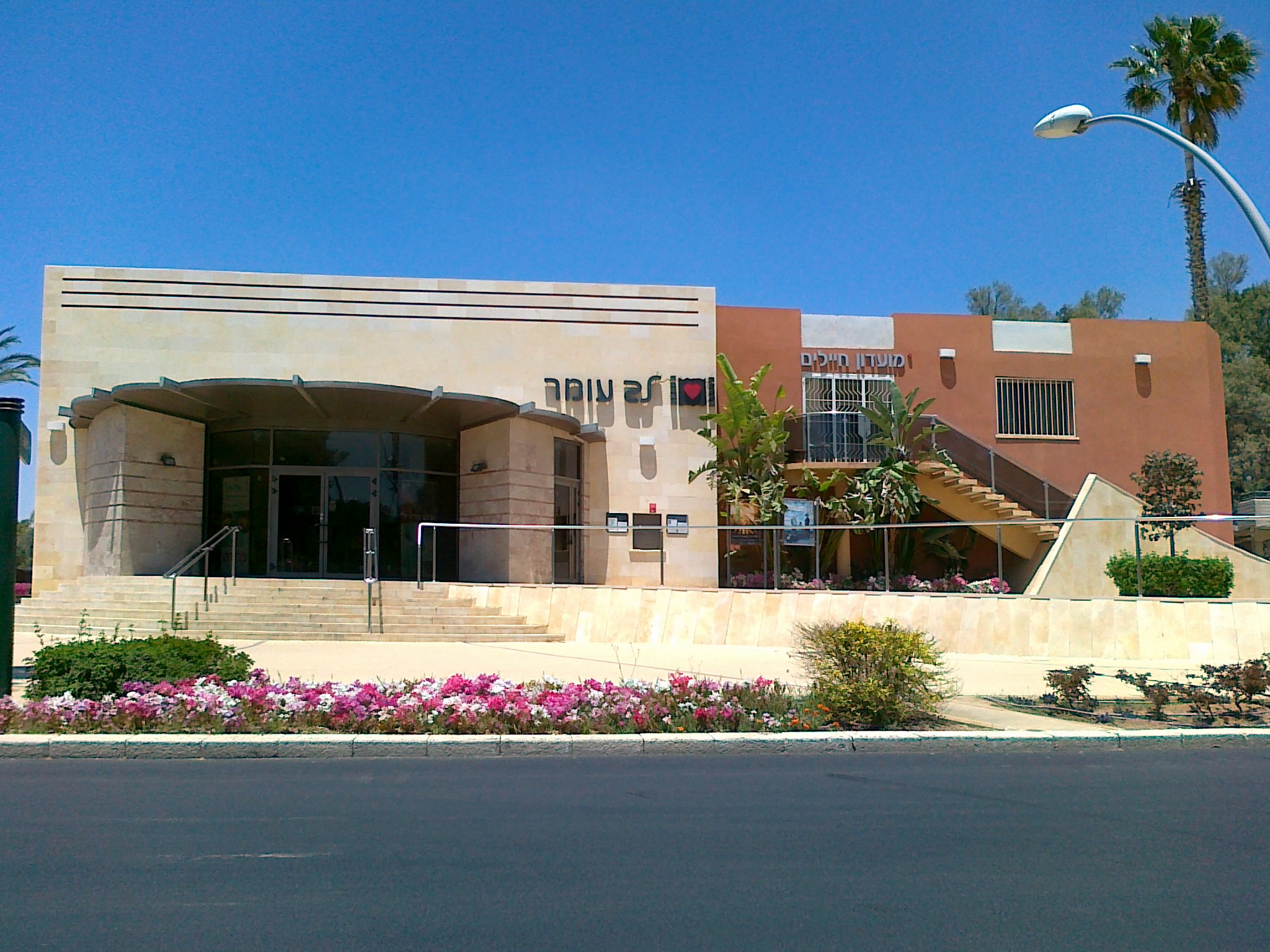
Cinéma et club de l'Armée à Omer.

Omer - initialement connue sous le nom de Hevrona - est fondée en 1949, sous la forme d'un kibboutz. Ses premiers habitants étaient des soldats démobilisés du Palmach. En 1951, l'implantation devient une coopérative villageoise connue sous le nom de Eilata. En 1953, des immigrants venus de Hongrie et de Roumanie en font un moshav, une communauté agricole, qu'ils rebaptisent Omer. 
Ce nom est tiré d'un passage du Lévitique. 
En 1957, des réfugiés de la ma'abarah située à proximité viennent s'établir à Omer. En 1962, on renomme la localité Tomer, et elle devient alors un quartier de Beer-Sheva. Depuis 1974, la ville est désormais une ville indépendante de la banlieue de Beer-Sheva. 
Pini Badash (en) en est le maire depuis 1990.

## Habitants notoires
- Guy Barnea, nageur olympique,
- Shaul Ladany, détenteur d'un record du monde de marche, et survivant du camp de Bergen-Belsen ainsi que du massacre de Munich.